# La Cenerentola

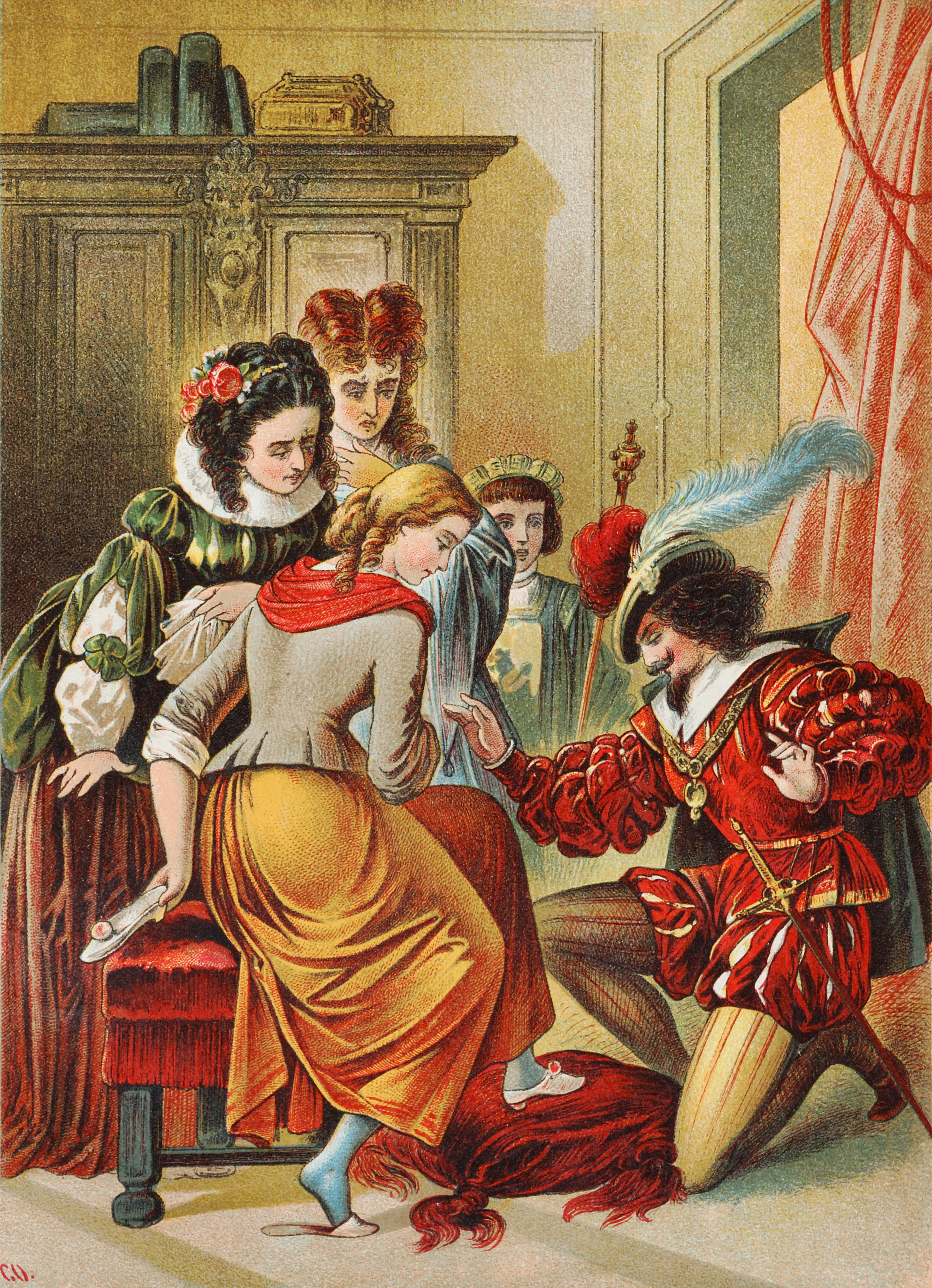
Carl Offterdinger Illustrazione per Cenerentola (fine Ottocento)

La Cenerentola è un dramma giocoso di Gioachino Rossini su libretto di Jacopo Ferretti. Il titolo originale completo è La Cenerentola, ossia La bontà in trionfo.
Il soggetto fu tratto dalla celebre fiaba Cendrillon di Charles Perrault (1697), ma Ferretti si servì anche di due libretti d'opera: Cendrillon di Charles Guillaume Etienne per Nicolò Isouard (1810) e Agatina, o la virtù premiata musicato da Stefano Pavesi su libretto di Francesco Fiorini (1814).
L'opera fu composta in circa tre settimane e Rossini, come fece in altre occasioni, affidò a un assistente (in questo caso Luca Agolini) la composizione dei recitativi secchi, delle arie di Alidoro (Vasto teatro è il mondo) e Clorinda (Sventurata! Mi credea) e del coro Ah, della bella incognita.
La prima rappresentazione ebbe luogo il 25 gennaio 1817 al Teatro Valle di Roma. Il contralto Geltrude Righetti Giorgi, che era stata già la prima Rosina del Barbiere di Siviglia, cantò il ruolo della protagonista. Sebbene Ferretti nelle sue memorie riporti di un insuccesso, l'opera fu invece salutata con favore e le uniche critiche furono rivolte ai cantanti. In poco tempo divenne popolarissima e fu ripresa in Italia e all'estero.
Come aveva già fatto altre volte, Rossini usò la tecnica dell'autoimprestito, cioè prese le musiche per alcuni brani da opere composte in precedenza: il rondò di Angelina è tratto dall'aria del conte di Almaviva Cessa di più resistere del Barbiere e la sinfonia è tratta da quella della Gazzetta.
Per una ripresa del 1820 al Teatro Apollo di Roma, avendo a disposizione l'ottimo basso Gioacchino Moncada, Rossini sostituì l'aria di Alidoro composta da Agolini con una grande aria virtuosistica (Là del ciel nell'arcano profondo), che nelle rappresentazioni odierne viene solitamente eseguita. Scelta che per altro obbliga a scritturare una prima parte anche per il ruolo di Alidoro, che nella versione originale era poco più di un comprimario.

## Cast della prima assoluta
| Personaggio            | voce         | Interprete 25 gennaio 1817 (direttore Gioachino Rossini) |
| ---------------------- | ------------ | -------------------------------------------------------- |
| Don Ramiro             | tenore       | Giacomo Guglielmi                                        |
| Dandini                | baritono     | Giuseppe De Begnis                                       |
| Don Magnifico          | basso        | Andrea Verni                                             |
| Clorinda               | soprano      | Caterina Rossi                                           |
| Tisbe                  | mezzosoprano | Teresa Mariani                                           |
| Angelina (Cenerentola) | contralto    | Geltrude Righetti Giorgi                                 |
| Alidoro                | basso        | Zenobio Vitarelli                                        |

Ricordando la propria interpretazione nei suoi Cenni di una donna già cantante sopra il maestro Rossini, Geltrude Righetti  sostenne che «Cenerentola non può essere cantata con pieno successo che da una persona che possieda un'estensione tutta uguale, agile e pieghevole di 18 corde. Chi non ebbe dalla natura questo dono non avvisi di cantare la parte di Cenerentola giusta la mente di Rossini».

## Trama

### Atto I
Clorinda e Tisbe, figlie di don Magnifico, si pavoneggiano davanti allo specchio vantandosi e glorificandosi. Angelina, detta Cenerentola, figliastra di don Magnifico, canta una malinconica canzone. Subito entra Alidoro, precettore del principe don Ramiro, mascherato da mendicante, per spiare le tre sorelle. Chiede un po' d'elemosina ed Angelina di nascosto gli dà del caffè. Egli tiene d'occhio le tre per segnalare al principe i loro comportamenti: infatti il principe cerca moglie. Dopo essere stato curato da Angelina, e maltrattato da Clorinda e Tisbe, Alidoro se ne va. Don Magnifico entra in scena, svegliato dalle figlie, che lo avvertono dell'arrivo del principe: il padre raccomanda alle due figliole di comportarsi e vestirsi bene. Subito dopo entra don Ramiro, in vesti di paggio. Cenerentola lo nota, e tra i due giovani scoppia l'amore. Subito dopo entra Dandini, seguito dalla famiglia. Né don Magnifico, né le tre sorelle si sono accorte dello scambio di persona. Il cameriere vezzeggia le sorellastre, che elogiano il mascherato Dandini. Angelina chiede al patrigno se può venire alla festa, dato che tutti ci stanno andando. Ma don Magnifico la caccia sdegnosamente. Alidoro, vedendola, decide di aiutarla.
Intanto, nel palazzo, Dandini afferma che la ragazza scelta sarà sua sposa, mentre l'altra andrà a Ramiro. Le ragazze, sdegnate, rifiutano i vezzeggiamenti del principe mascherato: improvvisamente giunge Angelina, velata, venuta lì per partecipare al ballo, vestita da Alidoro. Dandini invita tutti a tavola, ma l'atmosfera è strana: tutti hanno paura che il proprio sogno svanisca. 

### Atto II
Don Magnifico riconosce nella misteriosa dama velata Cenerentola, tuttavia è sicuro che il principe sceglierà o Clorinda o Tisbe, e svela alle figlie che, appropriandosi del patrimonio di Angelina, l'ha sperperato per permettere loro di vivere nel lusso. Intanto Cenerentola, infastidita da Dandini che cerca di sedurla, rivela di essere innamorata del paggio. Ramiro è fuori di sé dalla gioia, ma Angelina gli dà un braccialetto, e gli dice che, se vuole amarla, dovrà cercarla e ridarglielo; Ramiro, dopo la fuga di Cenerentola, annuncia che la ritroverà (Sì, ritrovarla io giuro).

Intanto, Dandini rivela a don Magnifico di essere in realtà il cameriere del re (Un segreto d'importanza), scatenando l'ira e l'indignazione del barone. Il barone si adira e torna a casa.

Intanto Cenerentola, a casa, ricorda il magico momento vissuto alla festa, e ammira il braccialetto. Arrivano don Magnifico e le sorellastre, irate per la rivelazione di Dandini. Subito dopo si scatena un temporale, e la carrozza del principe (merito del maltempo, e di Alidoro) si rompe davanti alla casa.
Ramiro e Dandini entrano e chiedono ospitalità. Don Magnifico, che pensa ancora di far sposare una delle figlie al principe, ordina a Cenerentola di dare la sedia regale al principe, e Angelina la dà a Dandini, non sapendo che non è lui il principe. Il barone le indica Ramiro, e i due giovani si riconoscono (Siete voi... questo è un nodo avviluppato).

I parenti, irati, minacciano Cenerentola (Donna sciocca! Alma di fango!). Ramiro e Dandini la difendono, annunciando vendetta e terribili punizioni sulla famiglia. Cenerentola allora invoca la pietà del principe, ormai suo sposo, e dice che la sua vendetta sarà il loro perdono. Arriva Alidoro, tutto contento della sorte di Angelina. Clorinda s'indispettisce alle parole del vecchio, ma Tisbe preferisce accettare la sorella come principessa. Alla fine dell'opera, Cenerentola, salita al trono, concede il perdono alle due sorellastre e al patrigno (rondò Nacqui all'affanno), che, commossi, la abbracciano e affermano che nessun trono è degno di lei.

## Personaggi dell'opera
- Don Magnifico (basso buffo): barone di Montefiascone, nobile spiantato e decaduto, oltreché involontariamente comico (da tipico esempio di basso dell'opera buffa napoletana). Padre di Clorinda e Tisbe nonché patrigno di Angelina (detta comunemente Cenerentola). Alla morte della madre di quest'ultima, incamera a vantaggio proprio e delle figlie il patrimonio di Cenerentola (che nulla sa in proposito) non solo per poter mettere assieme pranzo e cena, ma soprattutto per soddisfare la vanità delle stupide figlie ("per abbigliarvi, al verde l'ho ridotta..."). Sogna di uscire dalla voragine di debiti in cui si trova accasando una delle figlie al principe: per l'insipienza propria e dei suoi "rampolli femminini" farà ben altra fine (anche se la bontà di Cenerentola lo salverà comunque dal peggio).
- Clorinda (soprano) e Tisbe (mezzosoprano): tipici esempi di "brutte e stupide". Viziate, immature, sciocche: insomma, il peggio del peggio. Fanno il diavolo a quattro per accasarsi col principe (finto) sdegnando per superbia l'offerta di matrimonio dello scudiero (che in realtà è il vero principe). Anche per loro, il risveglio sarà amaro.
- Angelina detta Cenerentola (contralto d'agilità, mezzocontralto): così come Clorinda e Tisbe rappresentano il negativo, Cenerentola ovvero Angelina rappresenta il positivo. Da ciò che si ricava dal testo si desume che:

1. Sa di essere figlia (di primo letto) della moglie del Barone Don Magnifico (chiama sorelle Clorinda e Tisbe - pur tra i loro rimproveri - e dice "Era vedova mia madre ma fu madre ancor di quelle");
2. La madre morì quando ella era ancora piccola, altrimenti non avrebbe tollerato che fosse trattata da serva e soprattutto le avrebbe spiegato che la lasciava erede dell'ingente patrimonio del padre naturale;
3. Ignora appunto di essere ricca, e che il denaro è stato occultato da Don Magnifico. Vive come una sorta di schiava, facendo la domestica per il patrigno e le sorellastre, ma sognando il riscatto. Incontra il principe travestito da scudiero e se ne innamora: grazie ai buoni uffici di Alidoro, maestro del principe, partecipa alla festa di palazzo. Vedrà coronati i suoi sogni e salirà sul trono con l'uomo che ama.

- Don Ramiro (tenore) :  il principe che cerca moglie, ma personaggio di scarso spessore, inserito sol perché necessario nell'economia dell'opera (vedi il Don Ottavio nel Don Giovanni di Mozart). Si traveste da scudiero perché "in questa simulata sembianza, le belle osserverò".
- Dandini (basso o baritono): lo scudiero che fa da principe per un giorno. Non ha le profondità o il ruolo di un Figaro (paradigma della voce baritonale nella musica rossiniana), ma a differenza del padrone anche musicalmente vive di luce propria.
- Alidoro (basso) : deus ex machina dell'opera, è il sostituto della fatina. Lui che invita il principe a scambiarsi di posto con Dandini per cogliere dal vero i caratteri delle pretendenti. Egli entra per primo in casa di Don Magnifico travestito da mendicante per indagare sulla situazione. Infine, progetta ed attua la partecipazione alla festa di Cenerentola nonché un falso incidente per consentire a Ramiro di ritrovarla.

## Organico orchestrale
La partitura di Rossini prevede l'utilizzo di:
- 2 flauti (anche ottavini), 2 oboi, 2 clarinetti, 2 fagotti
- 2 corni, 2 trombe, trombone
- archi.

Per i recitativi secchi:
- pianoforte (violoncello e contrabbasso ad libitum)

## Struttura dell'opera
- Sinfonia (ripresa da La gazzetta)

### Atto I
- 1 Introduzione e Coro No no, non v'è - Una volta c'era un Re - O figlie amabili (Clorinda, Tisbe, Angelina, Alidoro, Coro)
- 2 Cavatina Miei rampolli femminini (Don Magnifico)
- 3 Duetto Un soave non so che (Ramiro, Angelina)
- 4 Coro e Cavatina Scegli la sposa - Come un'ape nei giorni d'aprile (Coro, Dandini)
- 5 Quintetto Signor, una parola (Angelina, Don Magnifico, Ramiro, Dandini, Alidoro)
- 6 Aria Là del ciel nell'arcano profondo (Alidoro)
- 7 Finale I Conciossiacosaché - Zitto zitto, piano piano - Ah, se velata ancor - Parlar, pensar vorrei - Mi par d'esser sognando (Coro, Don Magnifico, Ramiro, Dandini, Clorinda, Tisbe, Alidoro, Angelina)

### Atto II
- 8 Aria Sia qualunque delle figlie (Don Magnifico)
- 9 Recitativo e Aria E allor...se non ti spiaccio - Sì, ritrovarla io giuro (Ramiro, Coro)
- 10 Duetto Un segreto d'importanza (Dandini, Don Magnifico)
- 11 Canzone Una volta c'era un re (Angelina)
- 12 Temporale
- 13 Sestetto Siete voi? - Questo è un nodo avviluppato (Ramiro, Angelina, Clorinda, Tisbe, Dandini, Don Magnifico)
- 14 Coro e Rondò Della fortuna instabile - Nacqui all'affanno (Coro, Ramiro, Angelina, Don Magnifico)

### Brani composti da Luca Agolini per la prima rappresentazione
- 6 Aria Vasto teatro è il mondo (Alidoro)
- 8bis Introduzione Ah, della bella incognita (Coro)
- 13bis Aria Sventurata! Mi credea (Clorinda)

## Brani celebri
- Sinfonia

### Atto I
- Una volta c'era un re, canzone di Cenerentola
- Un soave non so che, duetto di Ramiro e Cenerentola
- Come un'ape ne' giorni d'aprile, cavatina di Dandini
- Mi par d'essere sognando, finale concertato

### Atto II
- Sì, ritrovarla io giuro, aria di Ramiro
- Un segreto d'importanza, duetto di Dandini e Magnifico
- Siete voi? - Questo è un nodo avviluppato, (sestetto)
- Nacqui all'affanno; rondò finale di Cenerentola

## Citazioni
Il sestetto Questo è un nodo avviluppato, è stato utilizzato da Pascal Roulin nel film L'Opéra Imaginaire, una sorta di cartone animato simile a Fantasia della Disney ma con brani d'opera anziché sinfonici.
La melodia di Non più mesta accanto al foco è ripresa da Il barbiere di Siviglia, precisamente nel rondò Ah! il più lieto, il più felice del Conte di Almaviva, a sua volta ripresa da Le nozze di Teti e Peleo (aria Ah, non potrian resistere di Cerere).
Durante il sestetto, Dandini nomina il gioco del pallone col bracciale, ora meno conosciuto, ma assai di moda soprattutto in Italia nei secoli scorsi: Alfine sul bracciale ecco il pallon tornò; e il giocatore maestro in aria il ribalzò.
Il tema del perdono è presente anche nella precedente opera di Piccinni La Cecchina. Si scopre che la protagonista, inizialmente creduta una semplice giardiniera, è in realtà una baronessa abbandonata dal padre. Può quindi sposare il Marchese che amava ricambiata e perdonare chi la trattava male non conoscendo il suo reale grado.

## Incisioni discografiche (scelta)
| Anno                                            | Cast (Cenerentola, Don Ramiro, Don Magnifico, Dandini, Alidoro)                               | Direttore             | Etichetta           |
| ----------------------------------------------- | --------------------------------------------------------------------------------------------- | --------------------- | ------------------- |
| 1949 (edizione abbreviata, priva di recitativi) | Giulietta Simionato, Cesare Valletti, Cristiano Dalamangas, Saturno Meletti, Vito Susca       | Mario Rossi           | Cetra               |
| 1963                                            | Giulietta Simionato, Ugo Benelli, Paolo Montarsolo, Sesto Bruscantini, Giovanni Foiani        | Oliviero De Fabritiis | Decca               |
| 1971                                            | Teresa Berganza, Luigi Alva, Paolo Montarsolo, Renato Capecchi, Ugo Trama                     | Claudio Abbado        | Deutsche Grammophon |
| 1980                                            | Lucia Valentini Terrani, Francisco Araiza, Enzo Dara, Domenico Trimarchi, Alessandro Corbelli | Gabriele Ferro        | Fonit Cetra         |
| 1987                                            | Agnes Baltsa, Francisco Araiza, Ruggero Raimondi, Simone Alaimo, John Del Carlo               | Neville Marriner      | Decca               |
| 1992                                            | Cecilia Bartoli, William Matteuzzi, Enzo Dara, Alessandro Corbelli, Michele Pertusi           | Riccardo Chailly      | Decca               |
| 1994                                            | Jennifer Larmore, Raúl Giménez, Alessandro Corbelli, Gino Quilico, Alastair Miles             | Carlo Rizzi           | Teldec              |

## DVD (scelta)
| Anno | Cast (Cenerentola, Don Ramiro, Don Magnifico, Dandini, Alidoro)                        | Direttore        | Etichetta           |
| ---- | -------------------------------------------------------------------------------------- | ---------------- | ------------------- |
| 1981 | Frederica von Stade, Francisco Araiza, Paolo Montarsolo, Claudio Desderi, Paul Plishka | Claudio Abbado   | Deutsche Grammophon |
| 1995 | Cecilia Bartoli, Raúl Giménez, Enzo Dara, Alessandro Corbelli, Michele Pertusi         | Bruno Campanella | Decca               |
| 2006 | Sonia Ganassi, Antonino Siragusa, Alfonso Antoniozzi, Marco Vinco, Simon Órfila        | Renato Palumbo   | TDK                 |
| 2008 | Joyce DiDonato, Juan Diego Flórez, Bruno de Simone, David Menéndez, Simon Órfila       | Patrick Summers  | Decca               |
| 2009 | Elīna Garanča, Lawrence Brownlee, Alessandro Corbelli, Simone Alberghini, John Relyea  | Maurizio Benini  | Deutsche Grammophon |